# 圭亞那鋸腹脂鯉
圭亞那鋸腹脂鯉為輻鰭魚綱脂鯉目脂鯉亞目锯脂鲤科的其中一個種。分布於南美洲亞馬遜河中下游、奧里諾科河上游及圭亞那淡水流域，體長可達27公分，棲息在底中層水域，生活習性不明。

## 扩展阅读
維基物種上的相關：圭亞那鋸腹脂鯉